# Eustala smaragdinea
Eustala smaragdinea är en spindelart som först beskrevs av Władysław Taczanowski 1878.  Eustala smaragdinea ingår i släktet Eustala och familjen hjulspindlar.
Artens utbredningsområde är Peru. Inga underarter finns listade i Catalogue of Life.